# Gaya-in

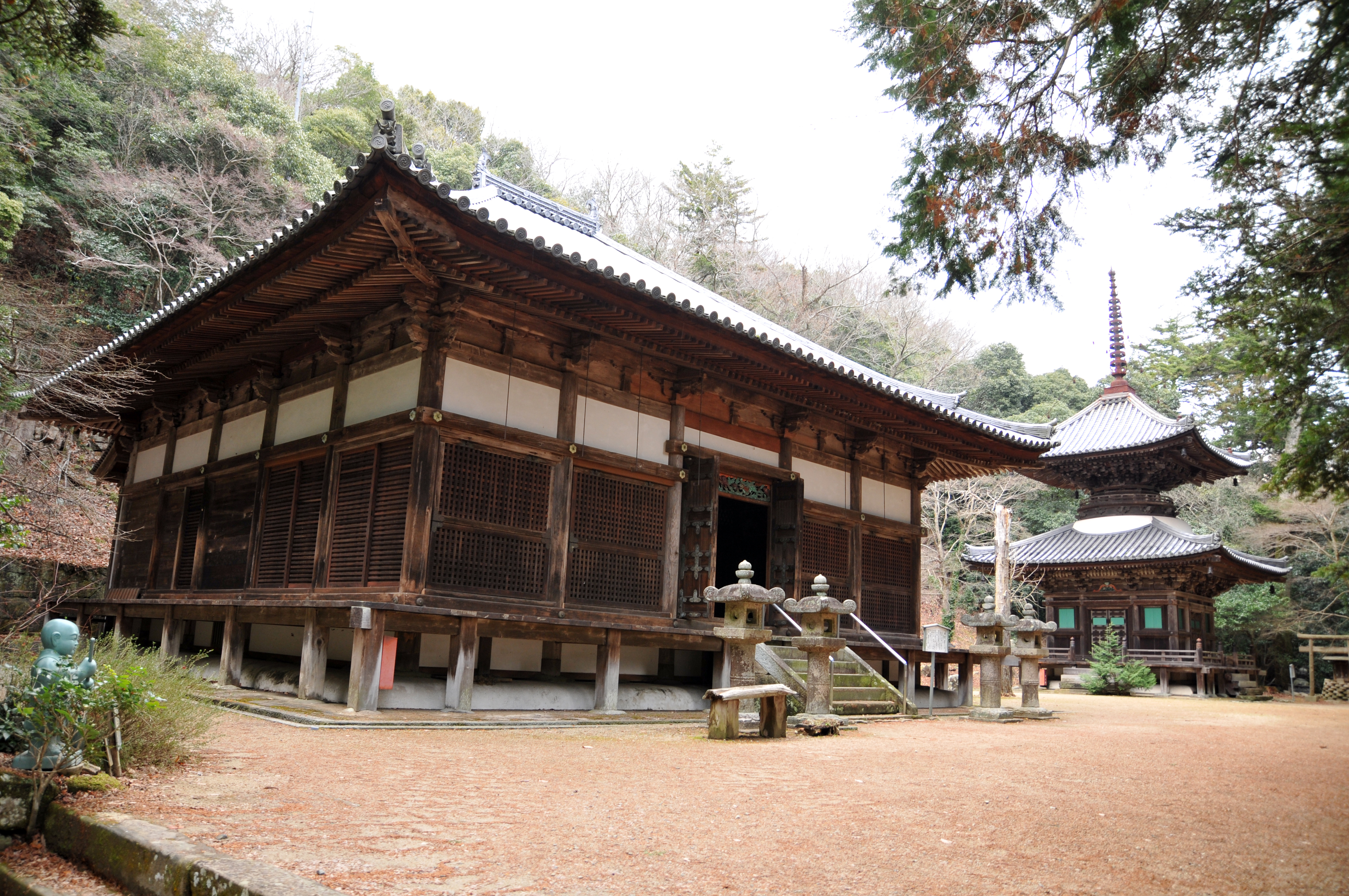
Haupthalle

Der Gaya-in (japanisch 伽耶院), auch Daikei-ji (大谿寺) genannt, mit dem Bergnamen Ōtani-san (大谷山) ist ein Tempel eines Shugendō-Zweiges, der der Tendai-Richtung des Buddhismus nahesteht. Der in den Bergen von Miki (Präfektur Hyōgo/Provinz Harima) gelegene Tempel ist daher bekannt als „Tempel der Yamabushi“. Er ist der 26. Tempel des Neuen Saigoku-Pilgerwegs.

## Geschichte

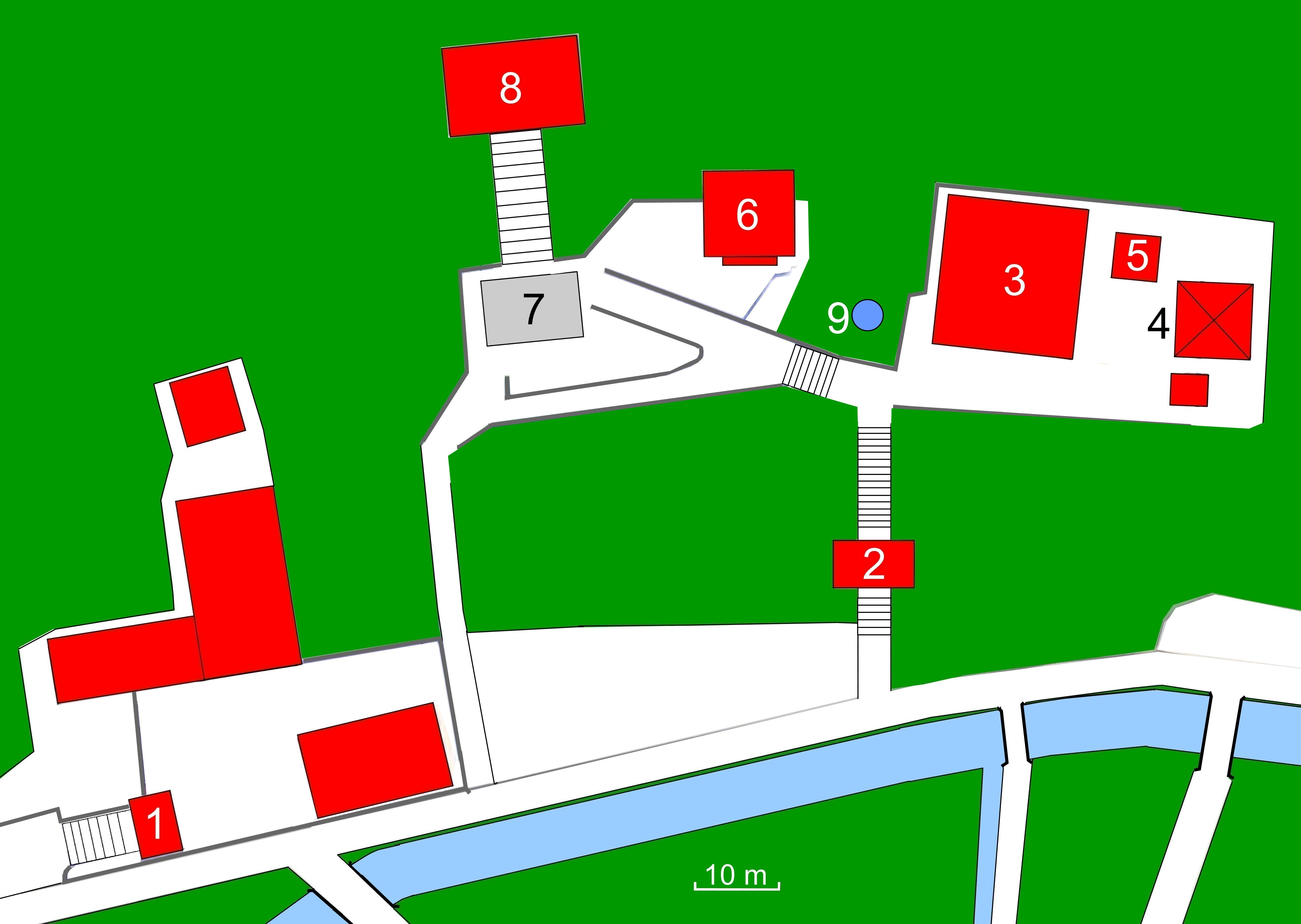
Plan des Tempels (s. Text)

Der Überlieferung nach wurde der Tempel im Jahr 645 von Priester Hōdō (法道仙人) angelegt. Bei seiner Wanderung durch die Berger fand er in einer mächtig sprudelnden Quelle eine Skulptur des heiligen Bishamon, für den er auf Wunsch des Kaisers Kōtoku eine Gebetsstätte errichtete. In der mittleren Heian-Zeit kam der Tempel, unterstützt vom abgedankten Kaiser Kazan zu Ansehen, wobei er in alter Zeit als Daikei-ji bzw. als Toichibō (東一坊) in den Dokumenten zu finden ist. Der Name „Gaya-in“ bezieht sich auf eine Gegend in Indien, die „Buddha-Gaya“ (仏陀) heißt. Er wurde dem Tempel 1681 vom abgedankten Kaiser Go-Sai gegeben.
Im Mittelalter war der Tempel als Nebentempel des Shōgo-in (聖護院) aktiv und stand an vorderer Stelle der Tempel der Kumano-Anbetung (熊野詣, Kumano mōde) und gehörte – zusammen mit dem Ruri-ji – zu den beiden wichtigsten Tempel des Shūgendō in der Provinz. Während der Blütezeit gab es sieben Tempelanlagen mit 130 Klausen.
Während der Sengoku-Zeit war der Gaya-in Gebetstempel des Bessho-Klans auf der Burg Miki. Er soll dann während der Kämpfe in dieser Gegend zerstört worden sein. Auf jeden Fall brannte der Tempel 1609 völlig ab. Er wurde dann mit Hilfe von Fürst Ogasawara Tadamasa (小笠原 忠政), der auf der Burg Akō regierte, und anderen wieder aufgebaut.

## Anlage
Etwa 200 m westlich steht das freistehende Niō-Tor (仁王門, Niō-mon), also ein Tor, mit den beiden Tempelwächtern rechts und links vom Durchgang. Nach einem Stück Weges kommt man zum eigentlichen Tempelgelände und trifft auf das kleine Tempeltor (山門, Sammon; im Plan 1), das man über eine Treppe erreicht. Über einen Weg links hoch kommt man zu der Ebene des inneren Tempelgeländes. Geht man zunächst unten weiter erreicht man links Treppen. Sie führen durch ein Niō-Tor, das hier Niten–dō (二天堂; 2) genannt wird, nach oben.

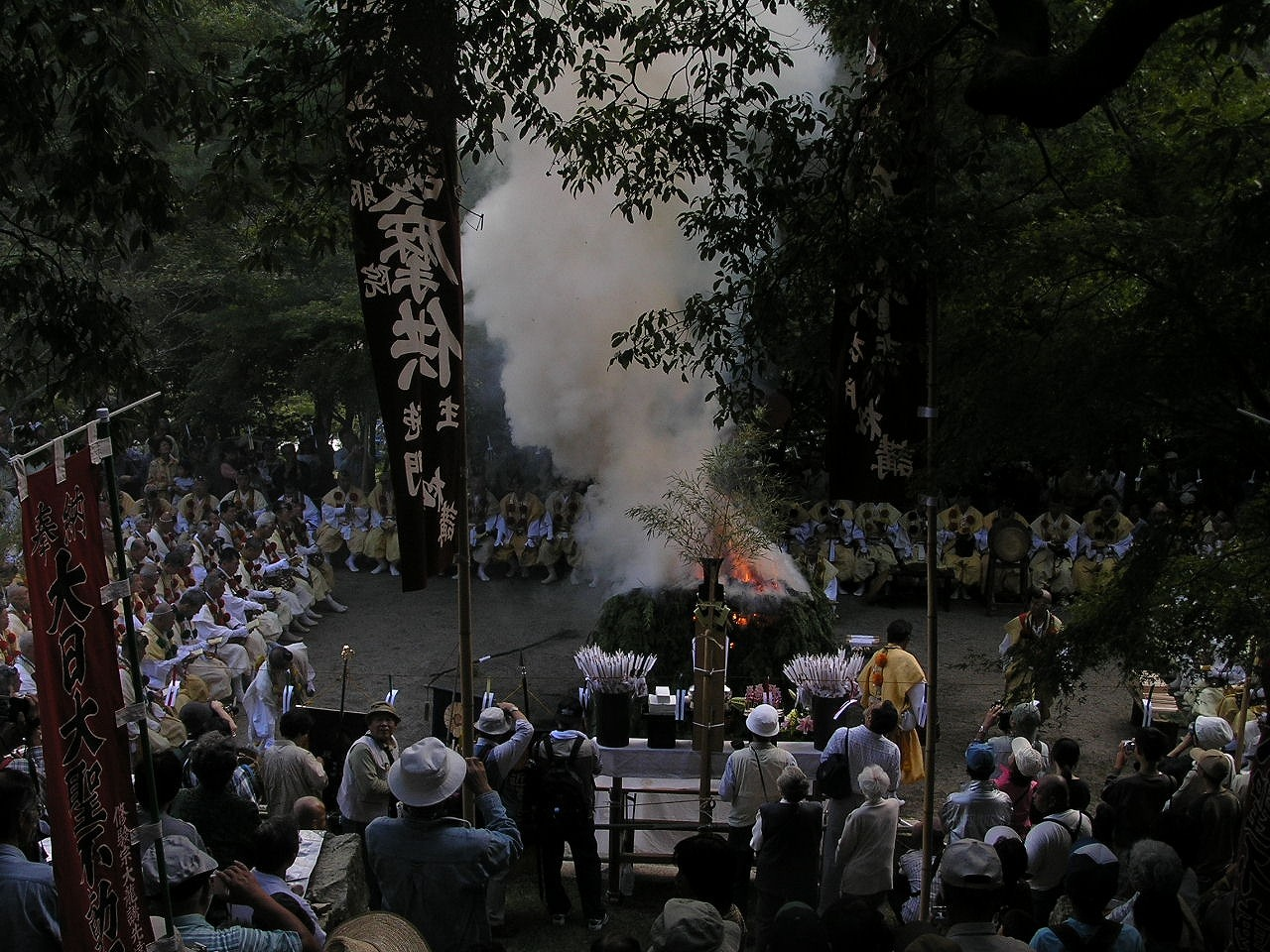
Goma-Zeremonie 2004

Oben angekommen sieht man die Haupthalle (金堂, Kondō; 3). Man nahm an, dass sie 1610 errichtet worden ist, aber bei einer Zerlegung des Gebäudes 1981 ergab sich ein Baujahr 1645. Die Halle ist 5 × 5 Ken groß, ist jedoch etwas breiter als tief. Der vordere Bereich (外陣, Gejin) ist 2 Ken tief, der hintere (内陣, Naijin) 3 Ken. Der äußere Bereich hat eine Spiegeldecke (鏡天井, Kagami-ten’i). Der innere eine Fachdecke (格天井, Kō-ten’i). Im hinteren Bereich befindet sich ein Schrein, der Kyūden (宮殿), in Tempelform der frühen Neuzeit.
Rechts neben der Haupthalle steht die Schatzpagode (多宝塔, Tahōtō; 4) aus dem Jahr 1645. Sie ist auf allen vier Seiten von einem erhöhten Gang mit Geländer umgeben, was sonst kaum vorkommt. Zwischen der Haupthalle und der Schatzpagode befindet sich ein kleiner Schrein, der Misaka-myōjin-ja (三坂明神社; 5).
Die Haupthalle, die Schatzpagode und der Schrein mit zwei Steinlaternen sind als Wichtige Kulturgüter Japans registriert.
An der westlichen Seite der Haupthalle findet sich die Gold-Quelle (黄金水, Ōgonsui; 9), aus der Hōdō die Bishamon-Figur geborgen haben soll. Laut Schild am Teich glänzt der Teich noch heute von Mitte Dezember bis Februar regenbogenartig oder golden. Daran schließt sich die Kaisan-Halle (開山堂, Kaisandō; 6) an, also die Halle, die dem Tempelgründer gewidmet ist. Auf der Goma-Plattform (護摩道場; Goma-dōjō; 7) wird die Goma-Zeremonie abgehalten, das Überschreiten der Glut eines Feuers mit bloßen Füßen. Von dort erreicht man über eine Treppe die Gyōza-Halle (行者堂; 8), in der sich die Novizen treffen.

## Tempelschätze
Als Wichtiges Kulturgut Japans ist registriert
- eine stehende Bishamon-Skulptur aus Holz (木造毘沙門天立像, Mokuzō Bishamon-ten ritsuzō) aus dem Ende der Heian-Zeit.

Zu den weiteren Tempelschätzen gehören
- eine sitzende Benzaiten (弁財天) mit acht Armen (八臂の坐像, Hatsubi no zazō) aus dem Jahr 1669. Im Inneren fand man Schriftstücke.,
- Aizen Myōō (愛染明王) aus der Muromachi-Zeit,
- Sampōkōjin (三宝荒神) aus der Muromachi-Zeit,
- 1000-armige Kannon (千手観音, Senju Kannon) aus dem Jahr 1672,
- Fudō Myōō (不動明王) aus dem Ende der Heian-Zeit,
- Yakushi Nyorai (薬師如来) aus der Edo-Zeit, aufbewahrt in einem Kabinett, und
- eine elfgesichtige Kannon (十一面観音, Jūichimen Kannon).

## Bilder

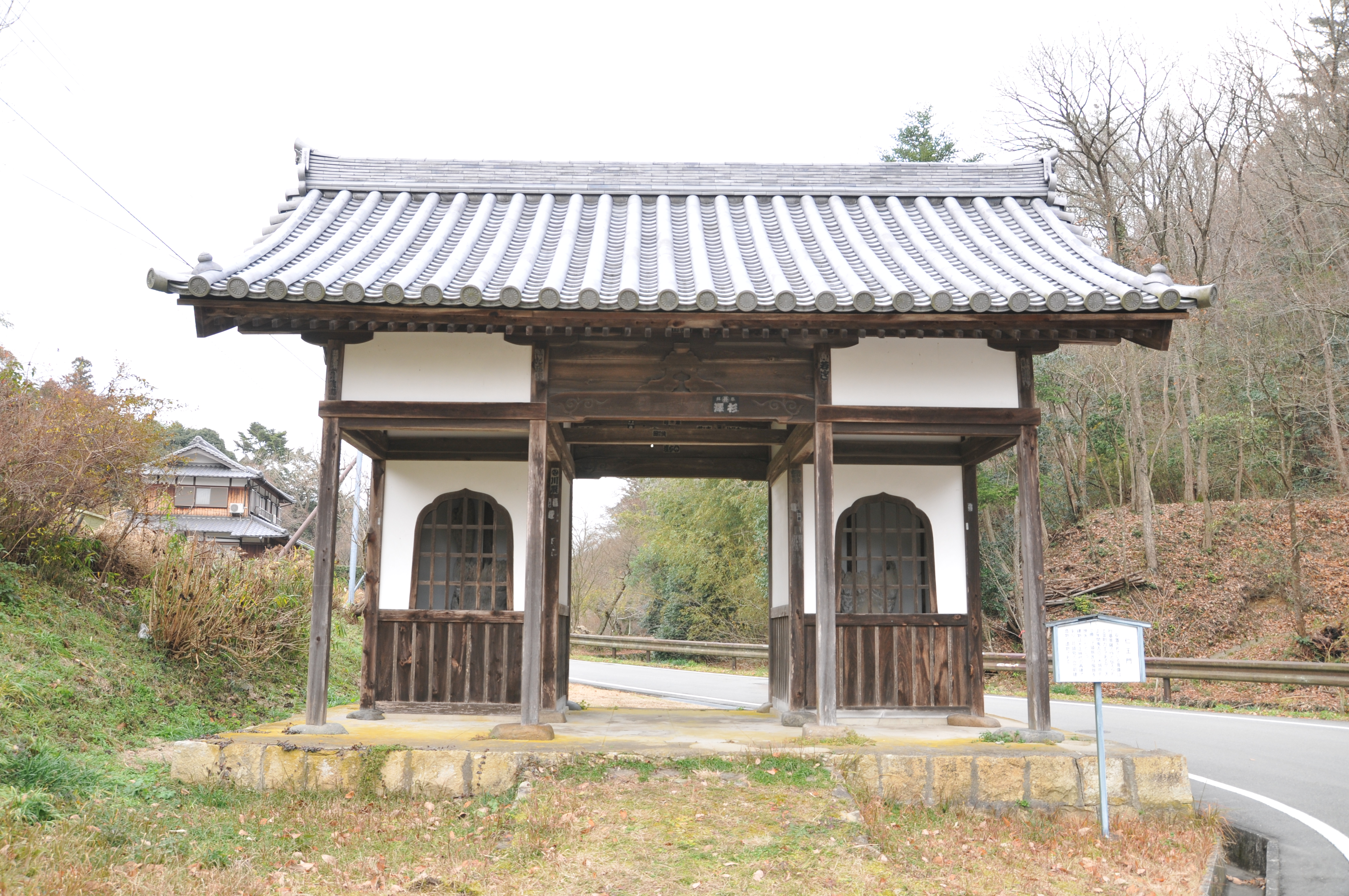
Niō-Tor
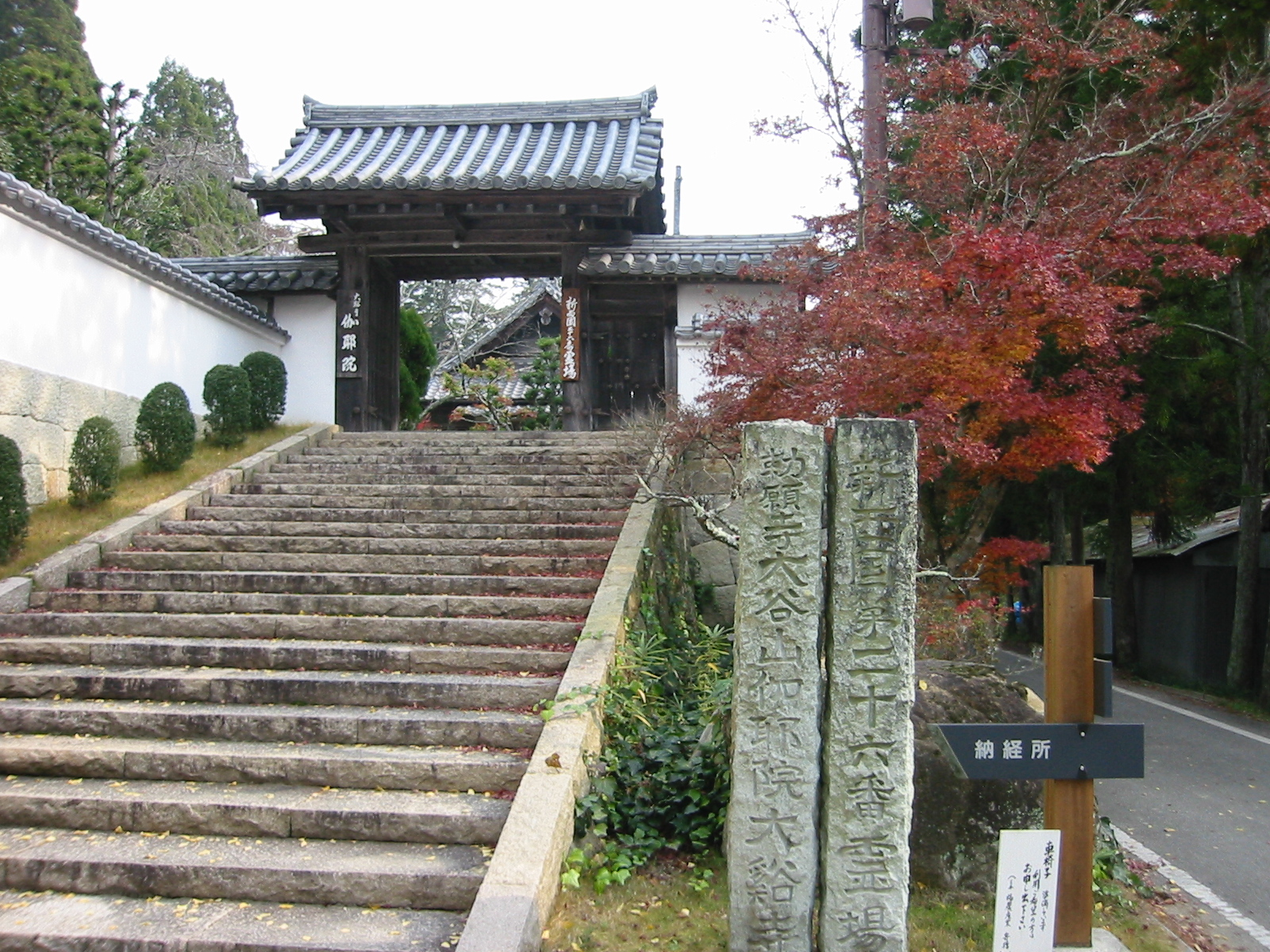
Tempeltor
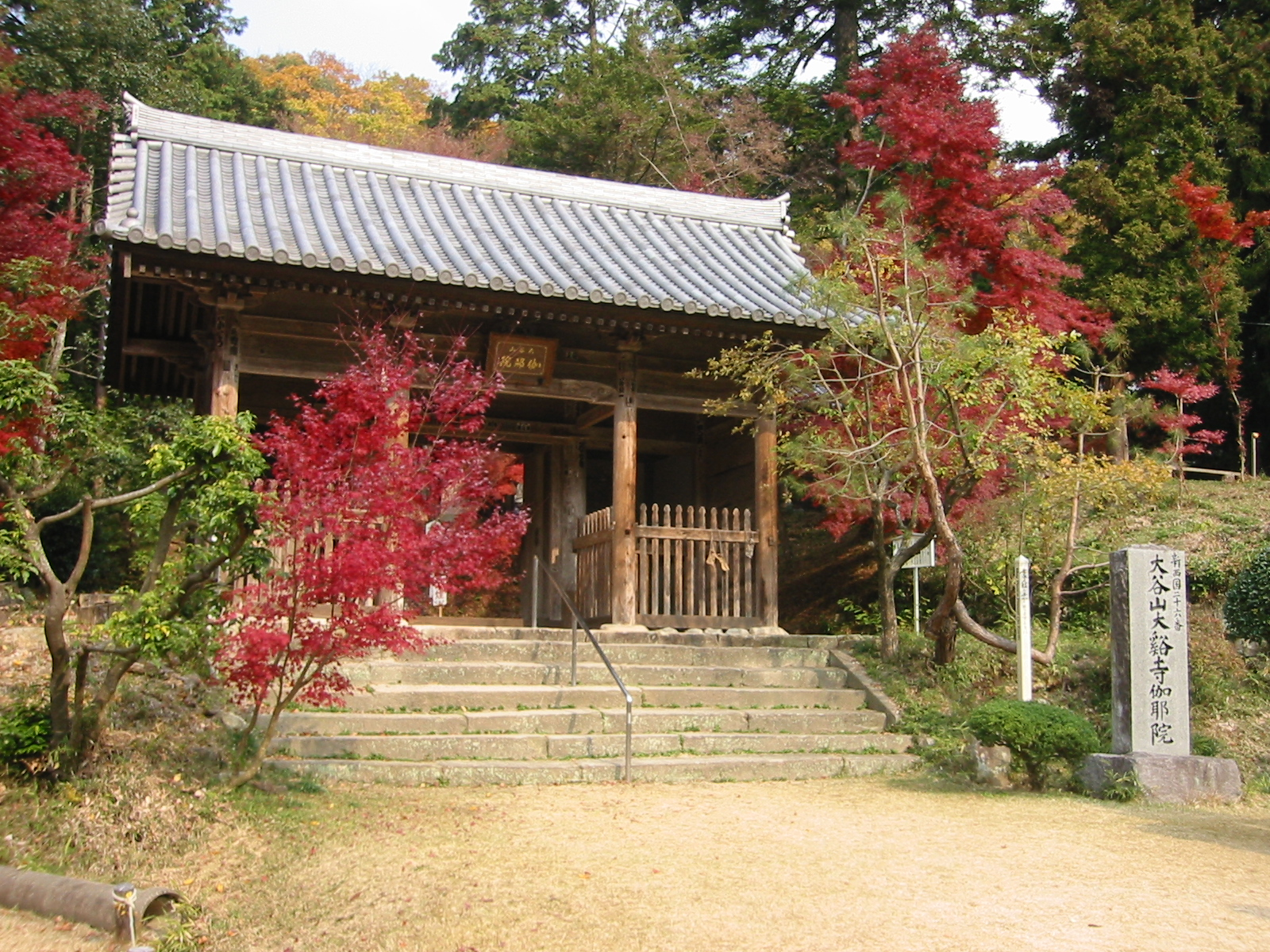
Niten-dō
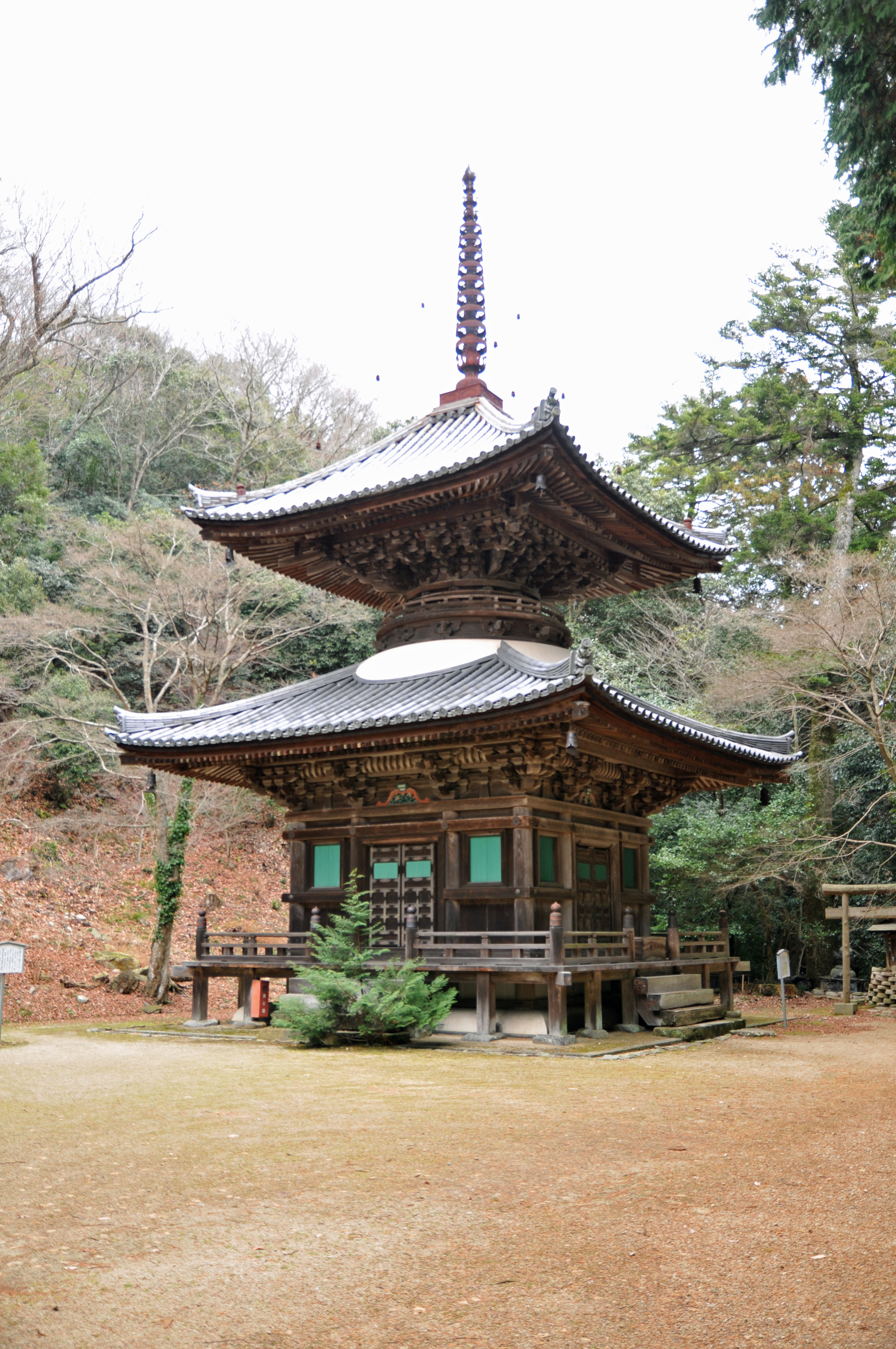
Pagode
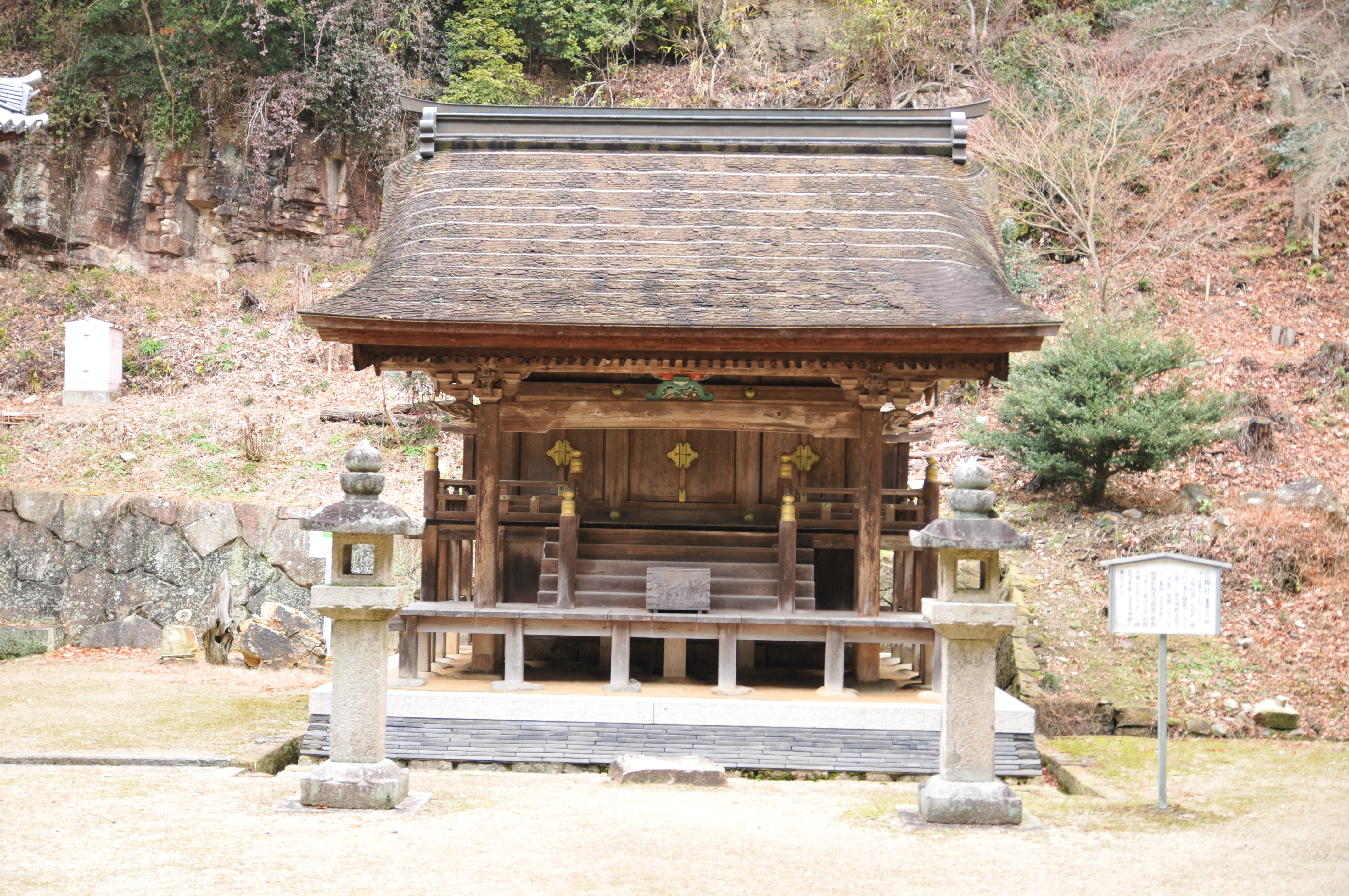
Misaka-ja
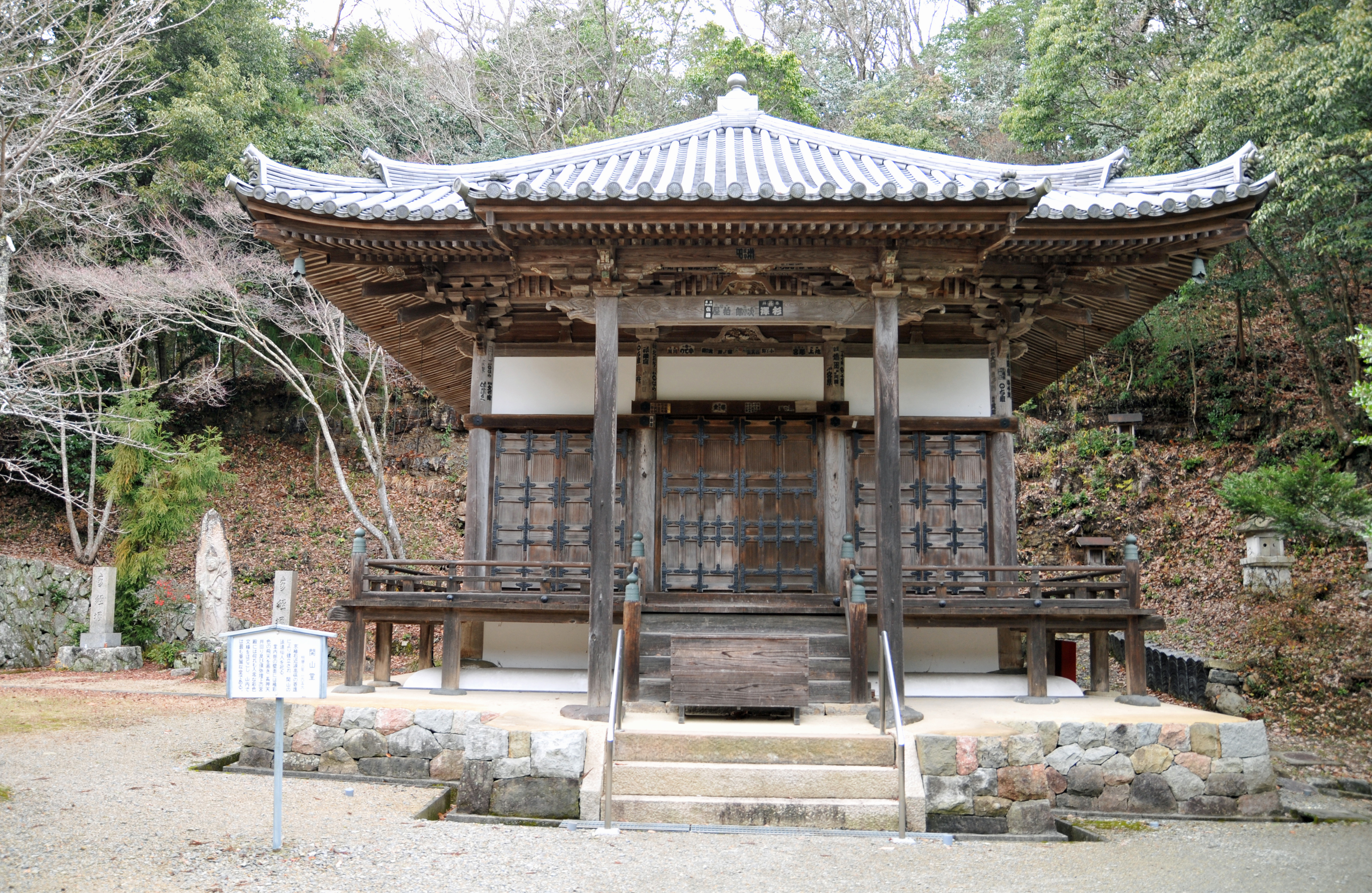
Kaisan-dō
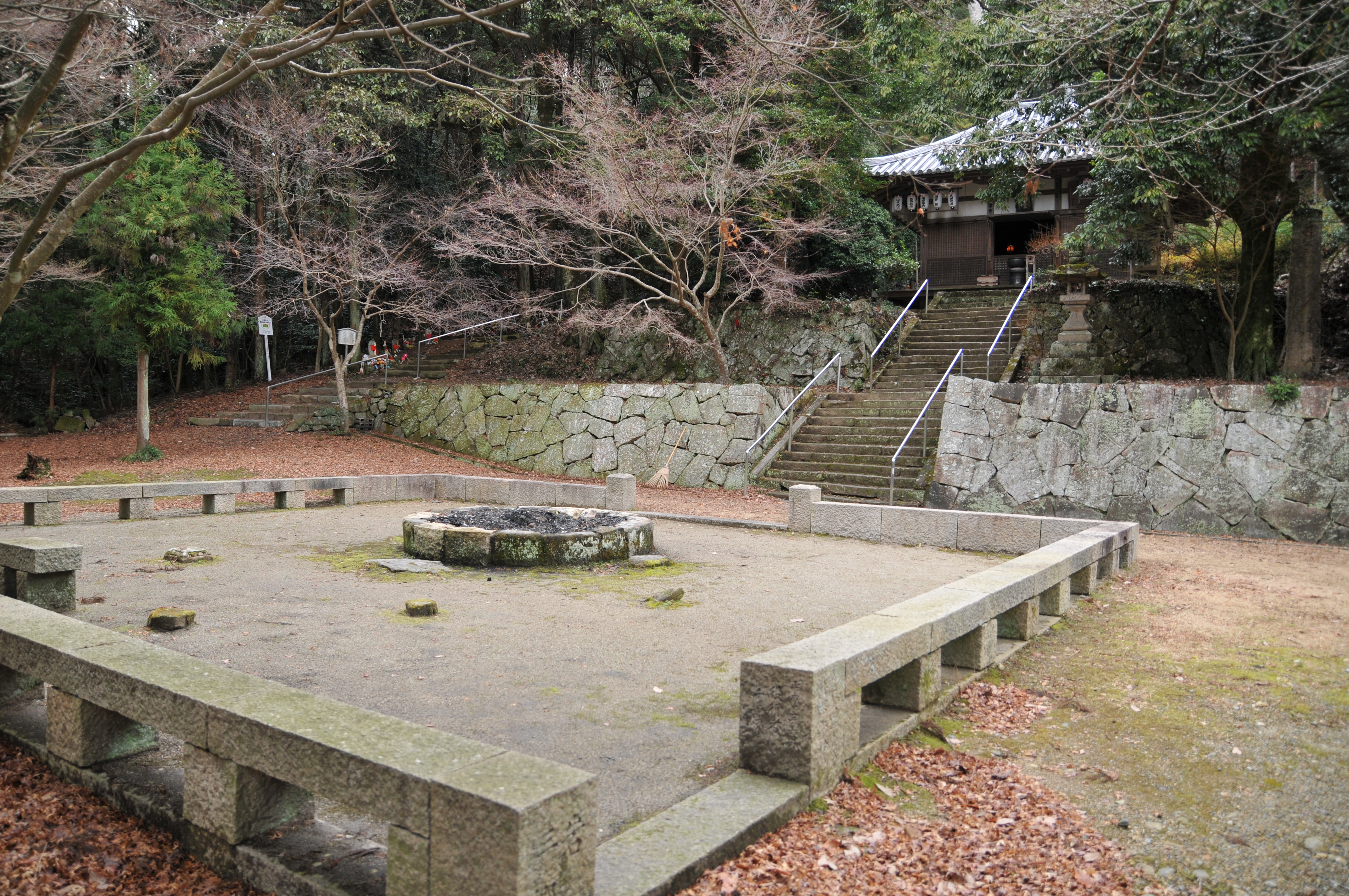
Goma-Plattform und Gyōza-dō